# 이나가키 시게마사
이나가키 시게마사(일본어: 稲垣重昌, 1614년 ~ 1635년 11월 13일)는 일본 에도 시대 전기의 무장으로, 미카와 가리야 번 초대 번주 이나가키 시게쓰나의 적자였던 인물이다.
게이초 19년 (1614년), 이나가키 시게쓰나의 맏아들로 태어났다. 시게쓰나의 적자로 지명되었으나, 간에이 12년 (1635년) 10월 4일에 아버지보다 앞서 22세의 젊은 나이로 사망하였다.
이 때문에, 이나가키 가문의 가독은 시게마사가 사망한 이듬해인 간에이 13년(1636년)에 태어난 맏아들 시게아키(重昭)가 이었다.